# Jean Baptista Dieussart
Jean Baptista Dieussart, även Jean Baptiste Dusart, var en skulptör verksam i Sverige under 1600-talet.

## Biografi
Jean Baptista Dieussart var troligen son till den vallonske skulptören François Dieussart och bror till arkitekten och skulptören Charles Philippe Dieussart.
Han anställdes 1664 av Magnus Gabriel De la Gardie och var verksam i Stockholm och Varnhems kloster samt på Ulriksdals slott (dåvarande Jakobsdal) och Läckö slott.
Han utförde under de följande åren blystatyer av Magnus Gabriel De la Gardie, Pontus och Jakob De la Gardie, fyra byster (troligen även dessa porträtt av medlemmar ur släkten De la Gardie), sex blybyster "à l'antique" för Makalös samt ett flertal gjutna blyskulpturer för trädgården vid Jakobsdals slott, däribland två fontäner med en triton ridande på en delfin och Perseus befriande Andromeda, samt en Apollostaty, en Dianastaty, en Merkuriusstaty, fyra putti symboliserande årstiderna och andra putti. 
Han utförde dekorativa arbeten vid Jean de la Vallées byggen, till exempel 1667 fick han kontrakt på två blystatyer för Riddarhusets tak, föreställande "Amor Dei" och "Amor Patrias", vilka levererades 1669, och fick samtidigt uppdraget att fullborda de av Heinrich Lichtenberg påbörjade portalerna.

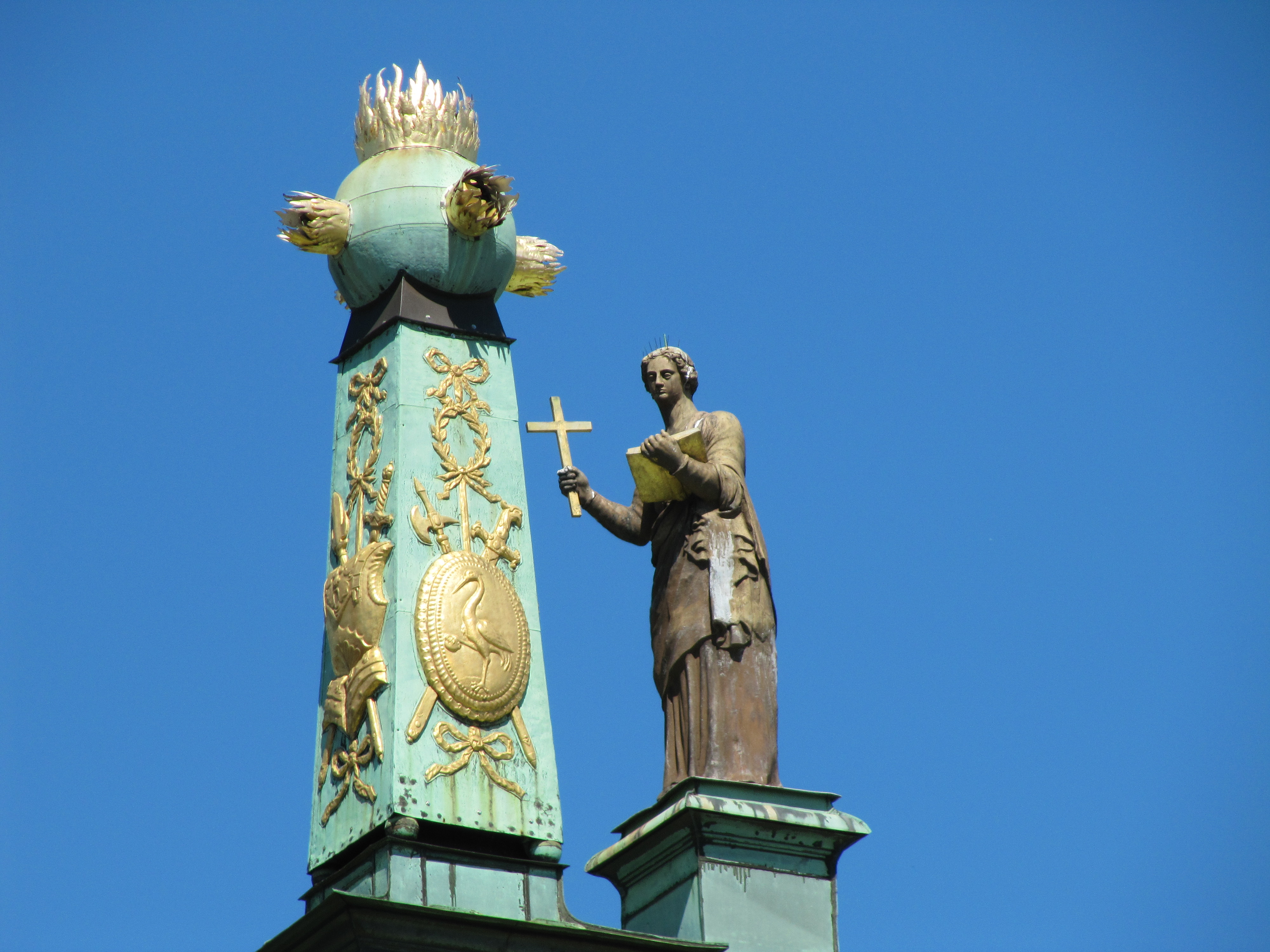
Staty i bly på Riddarhusets tak, som föreställer "Amor Dei". Denna bild visar helheten tillsammans med "skorstenen".
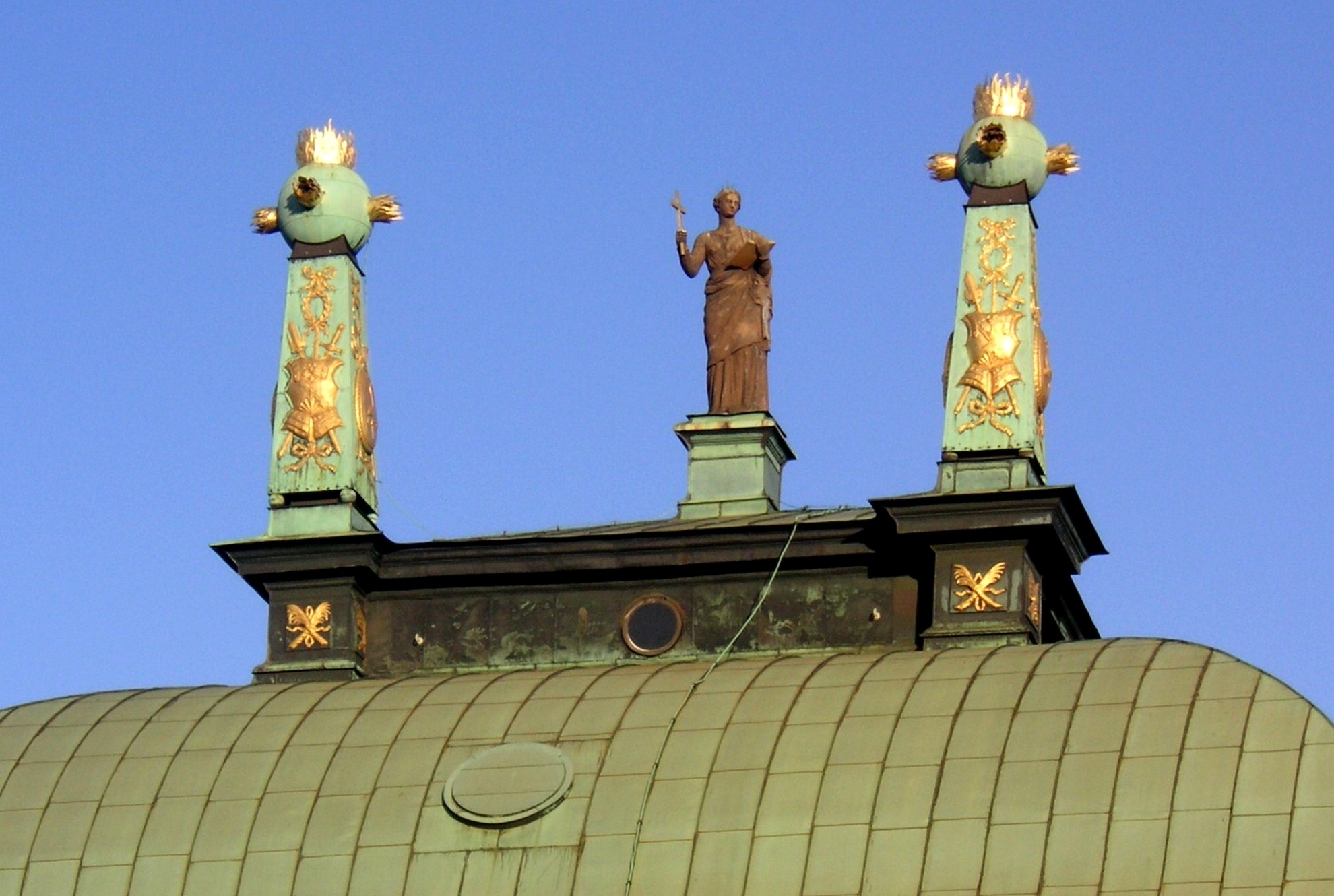
Statyn på Riddarhusets tak som visar hur "Amor Dei" står mitt emellan "skorstenarna".
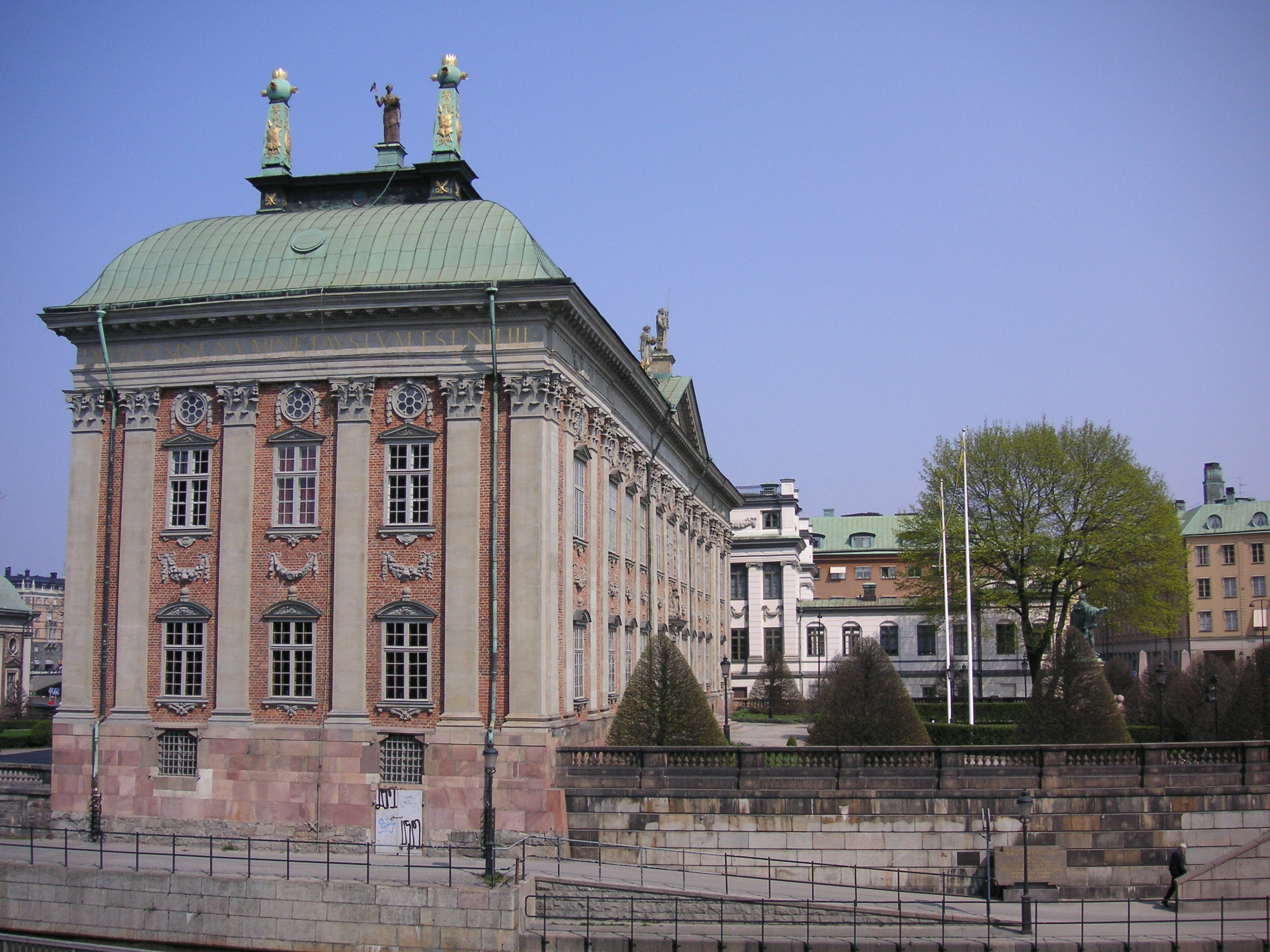
Bilden visar hur statyn på Riddarhusets tak ser ut som helhet på byggnaden.

Jean Baptista Dieussart framstår i sina efterlämnade verk som en tung och nykter barockskulptör.
I samband med att Karl XI dubbades till riddare av strumpebandsorden 1669 utförde han kungens porträtt i riddardräkt och diverse allegoriska figurer, av allt att döma utförda som bakverk. Om hans senare verksamhet är mycket lite känt, åtminstone 1672 fanns han ännu kvar i Sverige, och arbetade då som medhjälpare till sin styvson Abraham César Lamoureux.